# Coleophoma maculans
Coleophoma maculans är en svampart som först beskrevs av Ellis & Everh., och fick sitt nu gällande namn av Franz Petrak 1927. Coleophoma maculans ingår i släktet Coleophoma, divisionen sporsäcksvampar och riket svampar.   Inga underarter finns listade i Catalogue of Life.